# Polycarpaea
Polycarpaea is een geslacht uit de anjerfamilie (Caryophyllaceae). De soorten uit het geslacht komen voor in Zuid-Amerika, Afrika, op het Arabisch schiereiland, het Indisch subcontinent, in Zuidoost-Azië, China, op Nieuw-Guinea en in Australië.

## Soorten
- Polycarpaea akkensis Coss. ex Maire
- Polycarpaea angustipetala H.Perrier
- Polycarpaea arenaria Gagnep.
- Polycarpaea arida Pedley
- Polycarpaea aristata (Aiton) C.Sm. ex DC.
- Polycarpaea aurea Wight & Arn.
- Polycarpaea balfourii Briq.
- Polycarpaea basaltica Thulin
- Polycarpaea billei Lebrun
- Polycarpaea breviflora F.Muell.
- Polycarpaea caespitosa Balf.f.
- Polycarpaea carnosa C.Sm. ex Buch
- Polycarpaea clavifolia M.G.Gilbert
- Polycarpaea corymbosa (L.) Lam.
- Polycarpaea diffusa Wight ex Arn.
- Polycarpaea divaricata (Aiton) Poir. ex Steud.
- Polycarpaea diversifolia Domin
- Polycarpaea douliotii Danguy
- Polycarpaea eriantha Hochst. ex A.Rich.
- Polycarpaea fallax Pedley
- Polycarpaea filifolia Webb ex Christ
- Polycarpaea gamopetala Berhaut
- Polycarpaea garuensis J.-P.Lebrun
- Polycarpaea gaudichaudii Gagnep.
- Polycarpaea gayi Webb
- Polycarpaea grahamii Turrill
- Polycarpaea guardafuiensis M.G.Gilbert
- Polycarpaea hassalensis D.F.Chamb.
- Polycarpaea hassleriana Chodat
- Polycarpaea haufensis A.G.Mill.
- Polycarpaea hayoides D.F.Chamb.
- Polycarpaea helichrysoides H.Perrier
- Polycarpaea holtzei Maiden & Betche
- Polycarpaea inaequalifolia Engl. & Gilg
- Polycarpaea incana Cowie
- Polycarpaea involucrata F.Muell.
- Polycarpaea jazirensis R.A.Clement
- Polycarpaea kuriensis R.Wagner
- Polycarpaea latifolia (Willd.) Poir.
- Polycarpaea linearifolia (DC.) DC.
- Polycarpaea longiflora F.Muell.
- Polycarpaea majumdariana Venu, Muthuk. & P.Daniel
- Polycarpaea microceps Cowie
- Polycarpaea multicaulis Cowie
- Polycarpaea nivea (Aiton) Webb
- Polycarpaea paulayana R.Wagner
- Polycarpaea philippioides H.Perrier
- Polycarpaea pobeguinii Berhaut
- Polycarpaea poggei Pax
- Polycarpaea pulvinata M.G.Gilbert
- Polycarpaea repens (Forssk.) Asch. & Schweinf.
- Polycarpaea rheophytica Cheek
- Polycarpaea robbairea (Kuntze) Greuter & Burdet
- Polycarpaea robusta (Pit.) G.Kunkel
- Polycarpaea rosulans (Gagnep.) Gagnep.
- Polycarpaea rubioides H.Perrier
- Polycarpaea smithii Link
- Polycarpaea somalensis Engl.
- Polycarpaea spicata Wight ex Arn.
- Polycarpaea spirostylis F.Muell.
- Polycarpaea staminodina F.Muell.
- Polycarpaea stellata (Willd.) DC.
- Polycarpaea stylosa Gagnep.
- Polycarpaea sumbana K.Bakker
- Polycarpaea tenax Cowie
- Polycarpaea tenuifolia (Willd.) DC.
- Polycarpaea tenuis Webb ex Christ
- Polycarpaea tenuistyla Turrill
- Polycarpaea thymoidea Gagnep.
- Polycarpaea timorensis K.Bakker
- Polycarpaea umbrosa R.L.Barrett
- Polycarpaea ventiversa M.G.Gilbert
- Polycarpaea violacea (Mart.) Benth.
- Polycarpaea zollingeri (Fenzl) K.Bakker

... · 
Agrostemma · 
Arenaria (Zandmuur) · 
Cerastium (Hoornbloem) · 
Colobanthus · 
Corrigiola · 
Dianthus (Anjer) · 
Gypsophila (Gipskruid) · 
Herniaria (Breukkruid) · 
Holosteum · 
Honckenya · 
Illecebrum · 
Lychnis (Koekoeksbloem) · 
Minuartia (Veldmuur) · 
Moehringia · 
Moenchia · 
Myosoton · 
Petrorhagia (Mantelanjer) · 
Polycarpon · 
Sagina (Vetmuur) · 
Saponaria · 
Scleranthus (Hardbloem) · 
Silene · 
Spergula (Spurrie) · 
Spergularia (Schijnspurrie) · 
Stellaria (Muur) · 
Vaccaria · 
...